# Vlkolínec
Vlkolínec er en landsby med 35 indbyggere indenfor bygrænsen til Rutžomberok i Slovakiet. Landsbyen som består af 45 beboede træhuse fra 1800-tallet blev i 1993 opført på UNESCOs liste over verdens kulturarv.
Landsbyens navn antages at være afledt af «vlk» som er det slovakiske ord for ulv.

## Geografi
Landsbyen ligger i en højde på 700-800 meter over havet i bjergområdet Store Fatra i den nordlige del af Karpatene.

## Historie
Stedet nævnes i kendte skriftlige kilder første gang i 1376 . I 1469 nævnes fem gadenavne i byen. Wolf-gruberne (ulvegruberne) blev åbnet i 1630 . Mariakirken er fra 1775, men klokketårnet blev bygget fem år tidligere, i 1770 .
Landsbyen blev delvis ødelagt i 1944 som følge af krighandlinger under den anden verdenskrig. Nutidens bygninger skriver sig hovedsagelig fra 1800-tallet.

## UNESCOs begrundelse
UNESCO peger på at Vlkolínec som ligger centralt i Slovakiet, er en specielt godt bevaret bosættelse bestående af 45 huse opført i et mønster som er karakteristisk for landsbyer i Centraleuropa. Den er regionens mest fuldstændige samling af traditionelle tømmerhuse, som de ofte er bygget i bjergene.

## Galleri
- Gade med udsigt til bjergtoppen Sidorovo (1.099 moh.)
- Hus nr 47
- Landsbyen vinteren 2007
- Klokketårnet fra 1770